# Fosse Puits du Midi
La fosse Puits du Midi ou Notre Dame Sud du Groupe de Douai est un ancien charbonnage du bassin minier du Nord-Pas-de-Calais, situé à Sin-le-Noble. Il s'agit d'une des rares fosses ouvertes après la nationalisation. Commencé en 1947, le puits est terminé dès 1950, mais la fosse est mise en sommeil jusque 1957, date à laquelle les installations de surface sont construites, ainsi que des cités.
L'extraction commence en 1958. Toute la production remonte par le puits no 2 de la concentration Gayant. En 1967, le puits est approfondi, et atteint sa profondeur définitive de 662 mètres. Une des particularités de cette fosse est que le cuvelage en béton armé s'étend sur toute la hauteur du puits. La fosse ferme en 1972, après avoir servi pendant seulement quatorze ans. le puits est remblayé l'année suivante, et le chevalement démoli.
Au début du XXIe siècle, Charbonnages de France matérialise la tête de puits, et y installe un exutoire de grisou. Les bâtiments restant sur le site, la plupart à l'exception du chevalement, sont dans un très bon état de conservation, puisqu'une usine est installée sur le carreau de fosse. Les cités ont été rénovées.

## La fosse
Après la nationalisation, il est décidé de créer une nouvelle fosse, afin d'exploiter les gisements réputés accidentés du sud-ouest de l'ancienne concession d'Aniche. Depuis sa création, la Compagnie des mines d'Aniche ne s'était jamais intéressée à cette partie du gisement. L'évolution des techniques d'extraction permet d'exploiter ce genre de gisement.

### Fonçage
La nouvelle fosse, nommée Puits du Midi, en référence au midi, le nom vieilli du sud, est ouverte au sud de Sin-le-Noble, à partir de 1947. Le diamètre du puits est de 5,55 mètres, ce qui est assez élevé, puisque les plus grands puits de la Compagnie d'Aniche avaient un diamètre de 5,10 mètres. Le cuvelage est en béton armé du niveau du sol, jusqu'au fond du puits, à 662 mètres. Le terrain houiller est atteint à 158,80 mètres.
En 1947, une bowette est commencée à la fosse Notre Dame vers le Puits du Midi, situé à 1 950 mètres au sud - sud-ouest. De fortes venues d'eau ralentissent les travaux, toutefois, le puits atteint la profondeur de 470 mètres en 1950.
La fosse, alors dotée de son chevalement de fonçage, est mise en veille jusqu'en 1957. Un nouveau chevalement moderne est mis en place, il est doté d'une machine d'extraction Alsthom de 1 200 chevaux, en provenance de la fosse Boca des mines de Douchy, arrêtée à l'extraction le 31 mars 1950. Les bâtiments sont alors construits, ainsi que des cités afin de loger les mineurs en provenance d'autres sites.

### Exploitation
La fosse commence à extraire en 1958, la production remonte par le puits Gayant no 2, situé à 2 675 mètres au nord. L'étage de concentration est à 440 mètres. L'extraction est à 408 mètres en 1964. Trois ans plus tard, le puits atteint sa profondeur définitive. La fosse ferme en 1972, après avoir été utilisée pendant seulement quatorze ans.
Le puits, profond de 662 mètres, est remblayé en 1973. Neuf accrochages sont établis à 165, 204, 242, 281, 358, 436, 506, 576 et 650 mètres. Le chevalement est abattu la même année.
La fosse Notre Dame ferme le 30 décembre 1977, la fosse Gayant, le même jour que la fosse Dechy, le 31 mars 1978. La seule fosse de la concentration encore ouverte est Déjardin, concentrée sur Barrois. Dans les années 1980, il ne reste plus que deux concentrations dans l'ancien Groupe de Douai : la fosse Barrois, qui ferme le 30 juin 1984, et la fosse no 9, fermée le 26 octobre 1990.

### Reconversion
Une entreprise de fabrication de pièces automobiles s'installe sur le site. Au début du XXIe siècle, Charbonnages de France matérialise la tête de puits, et y installe un exutoire de grisou. Le BRGM y effectue des inspections chaque année. Bien que le chevalement ait été détruit, il reste sur le site le château d'eau, la salle des machines, l'habitation du concierge avec sa guérite, et plusieurs bâtiments annexes semblant être des bureaux.

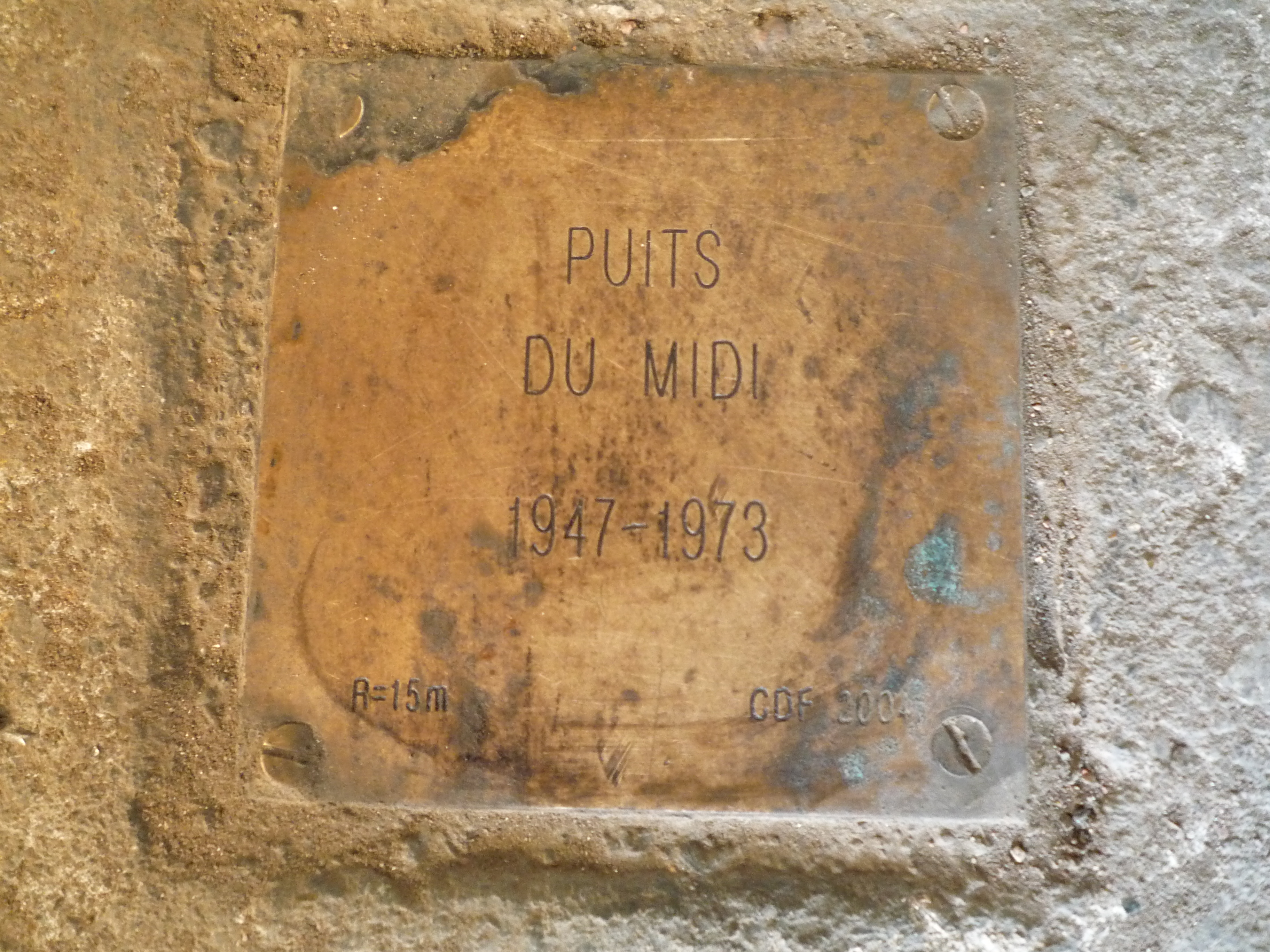
Puits du Midi, 1947 - 1973.
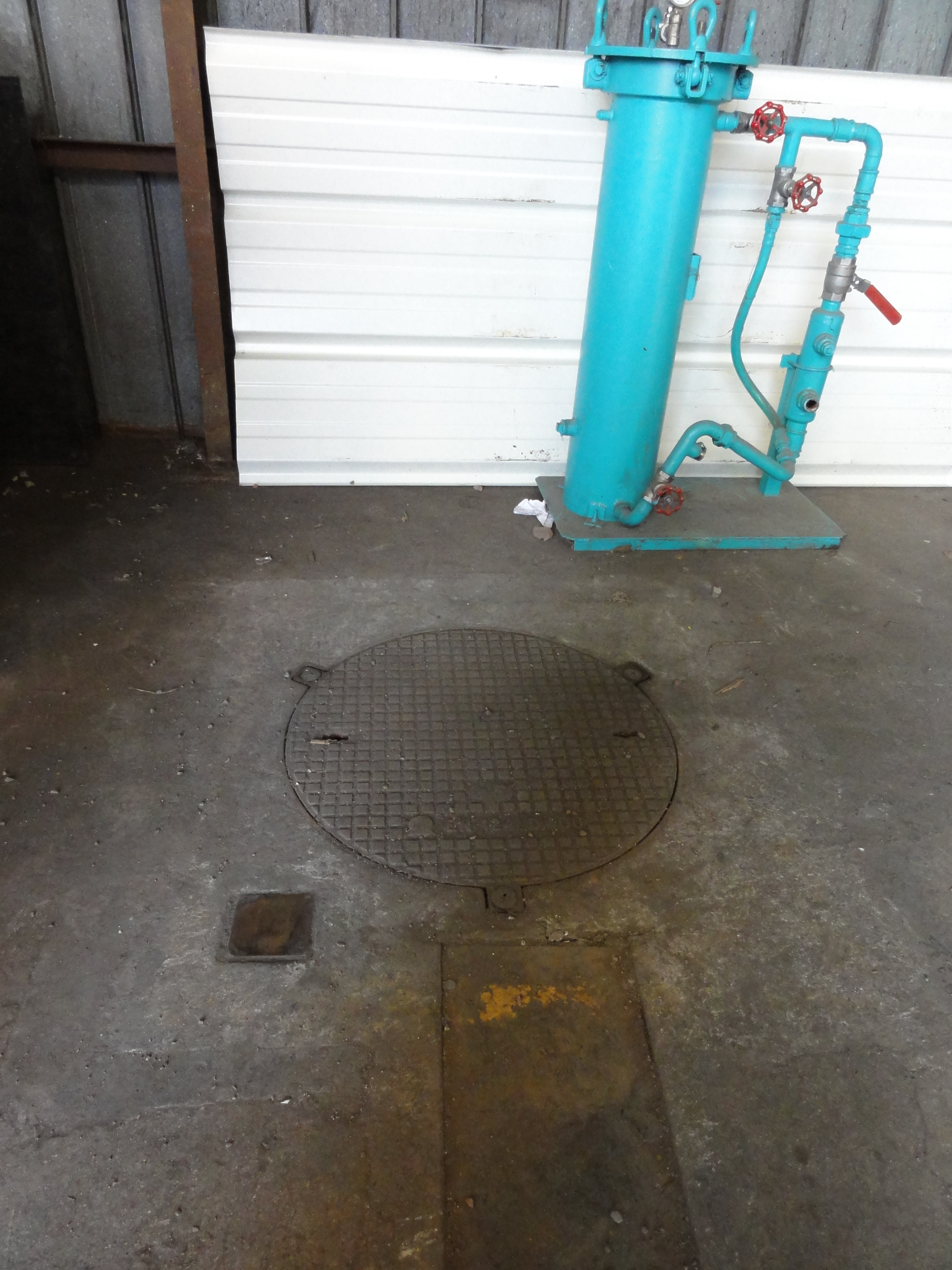
La tête de puits matérialisée.
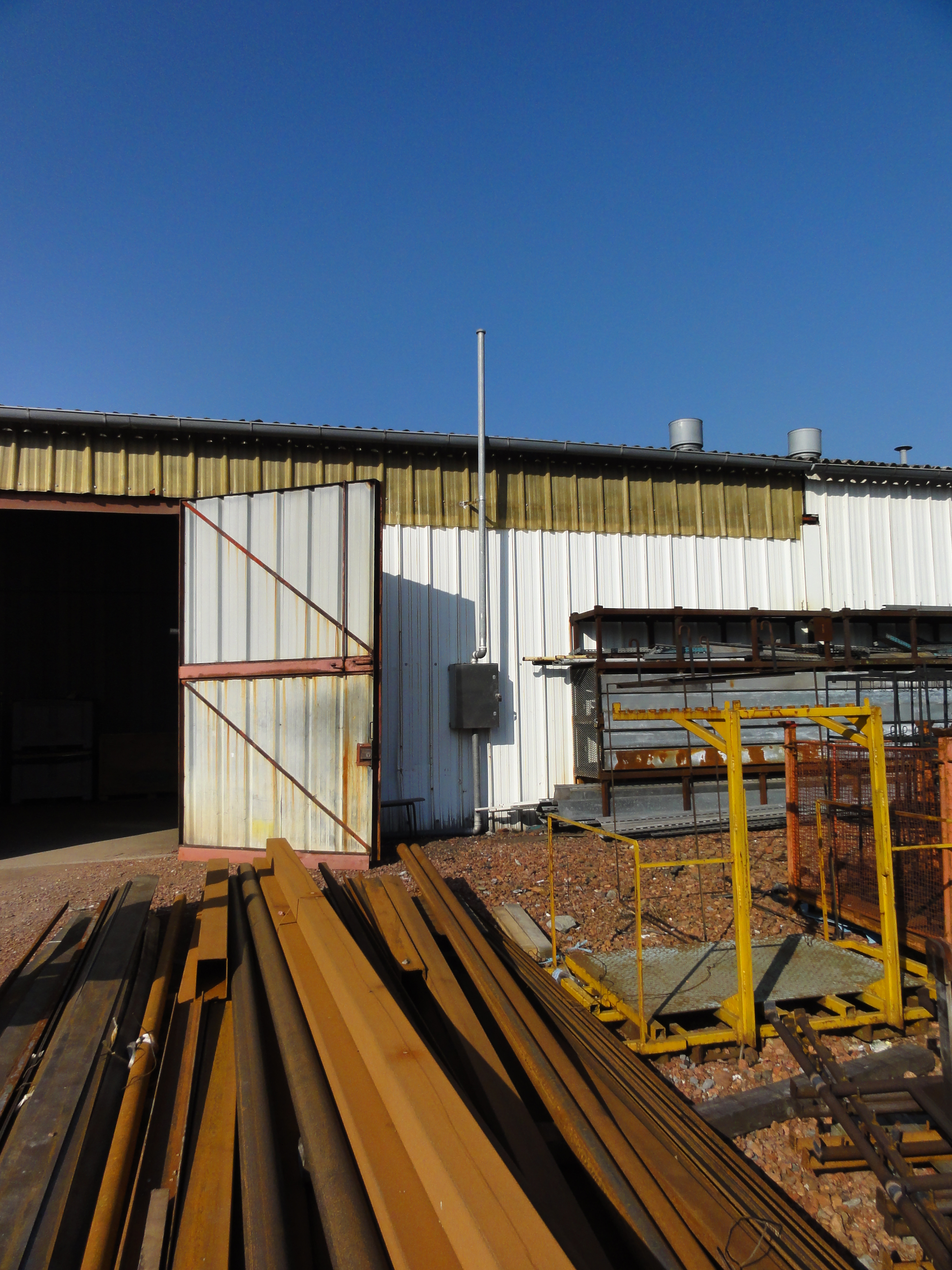
L'exutoire de grisou, le puits est dans le hangar.
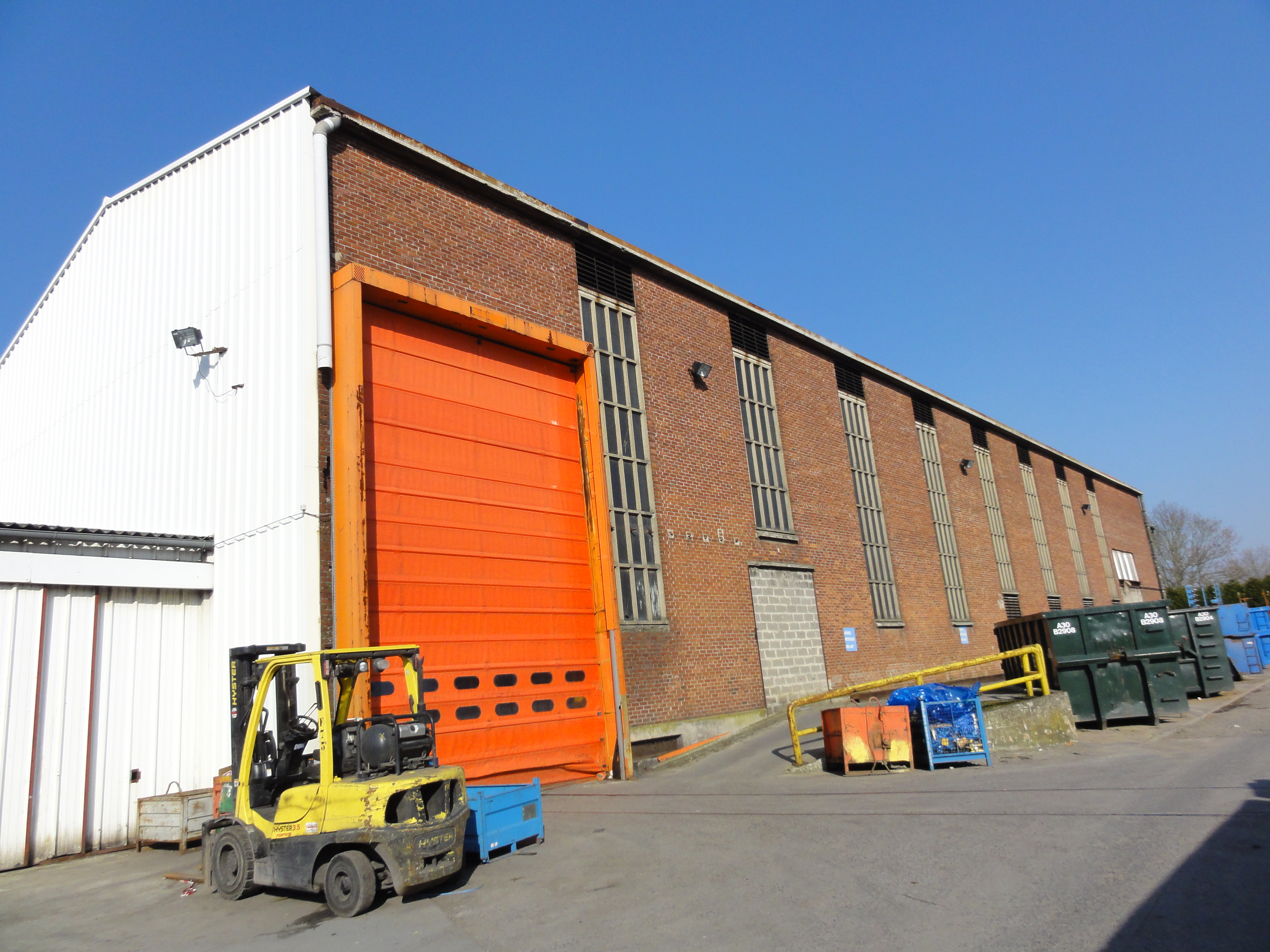
La salle des machines.
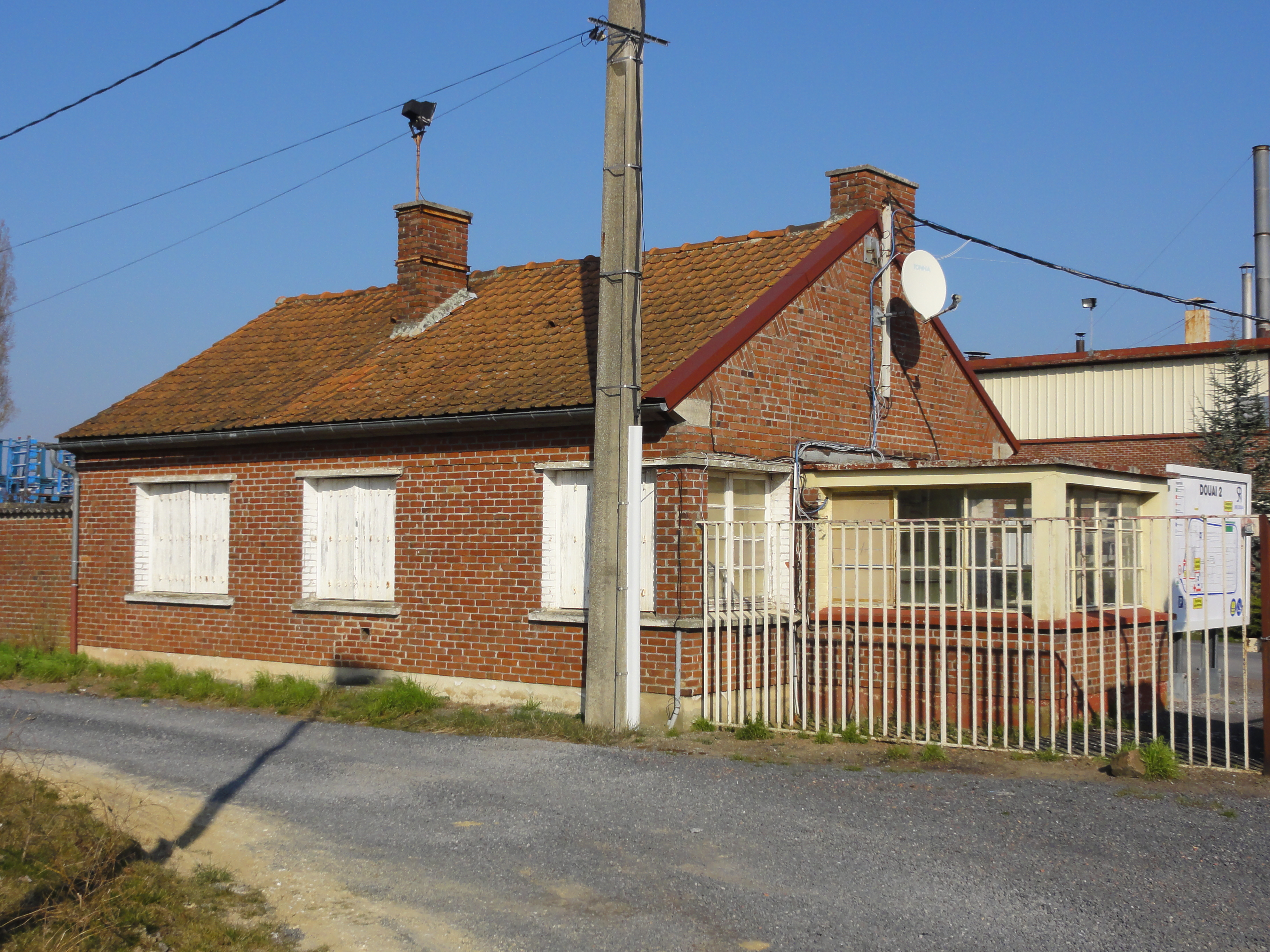
L'habitation du concierge, avec sa guérite.
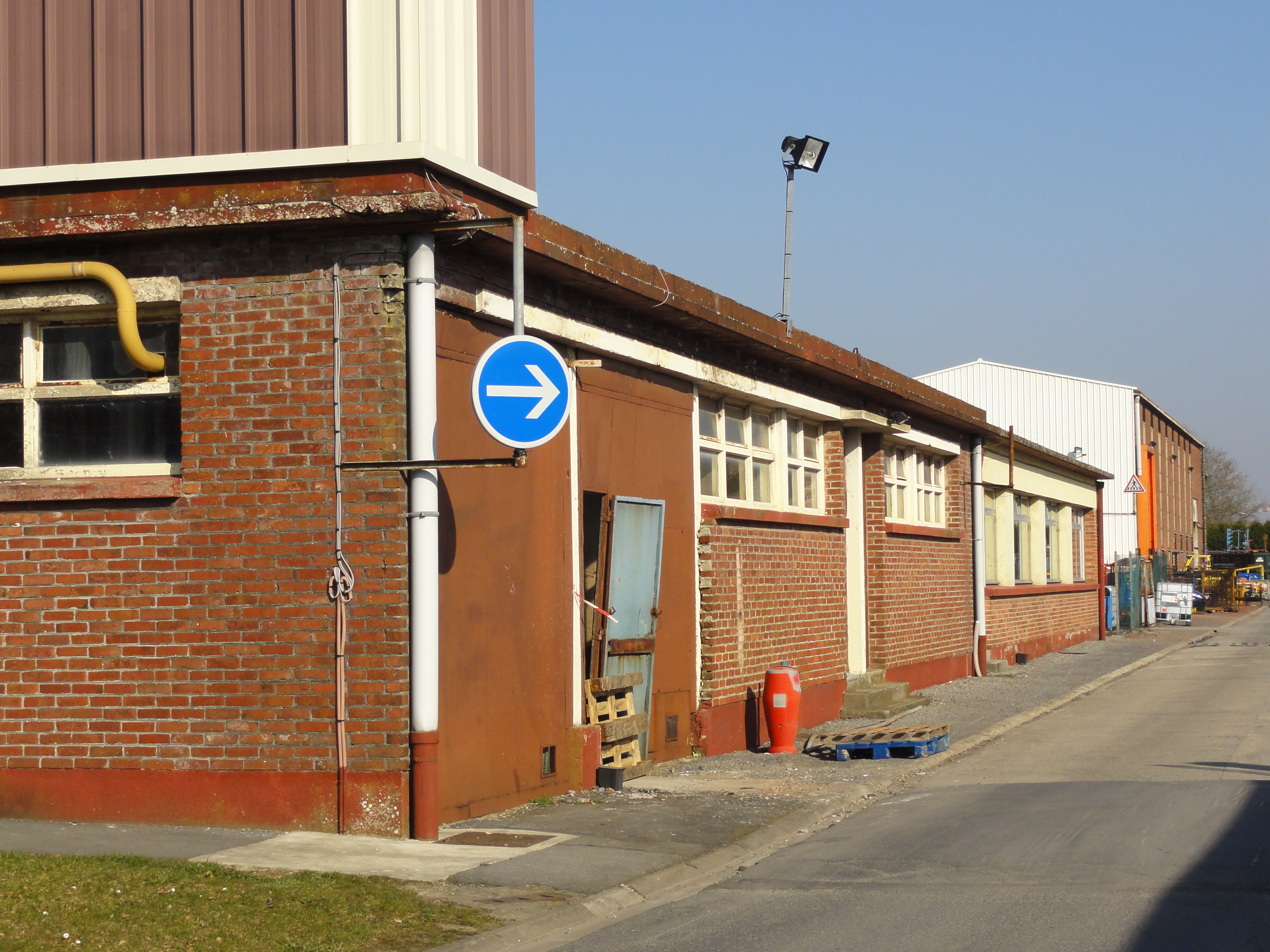
Les bureaux.

## Les cités
Des cités ont été bâties près de la fosse, elles ne sont composées que d'habitations post-nationalisation.

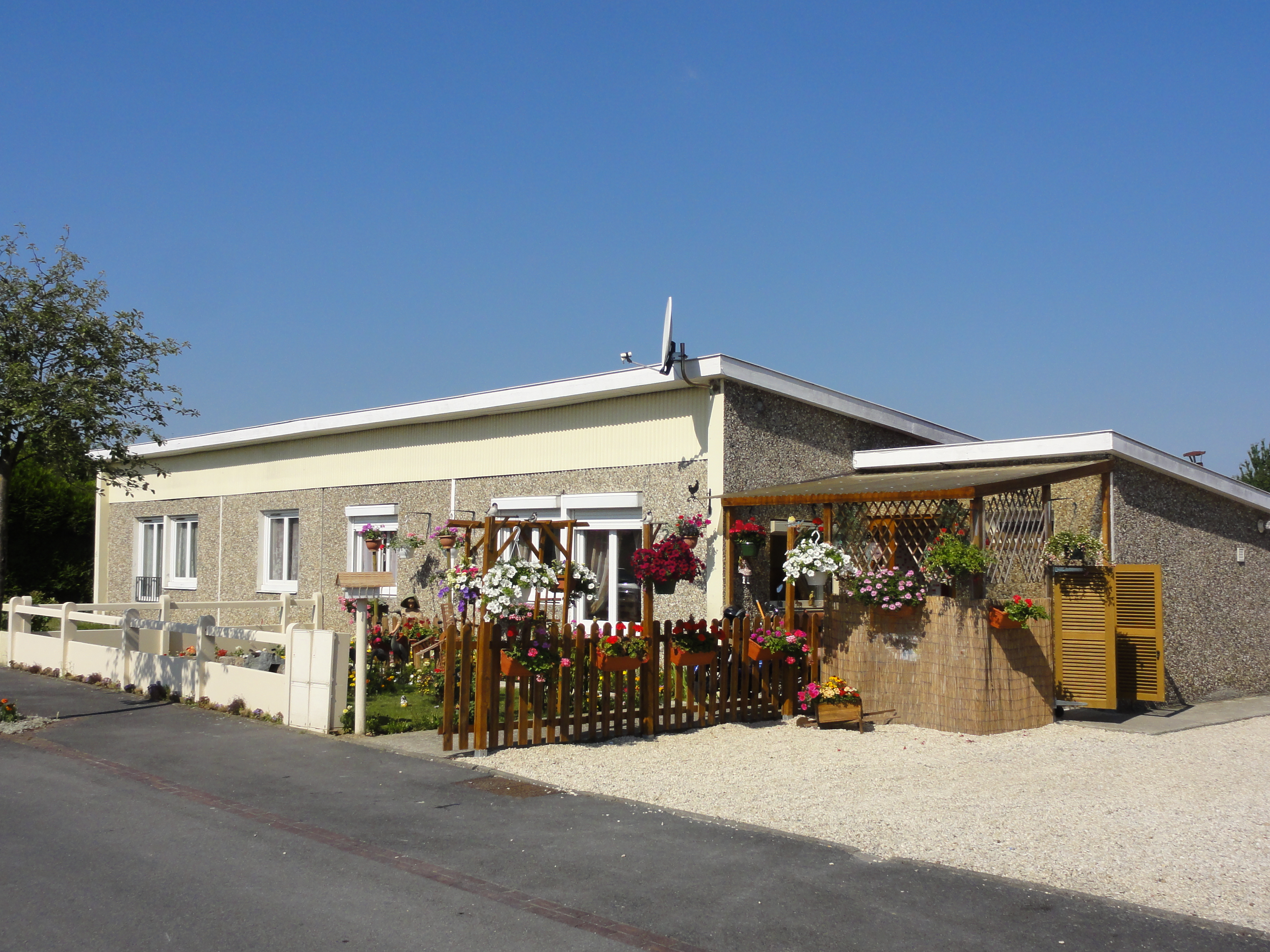
Habitations préfabriquées.
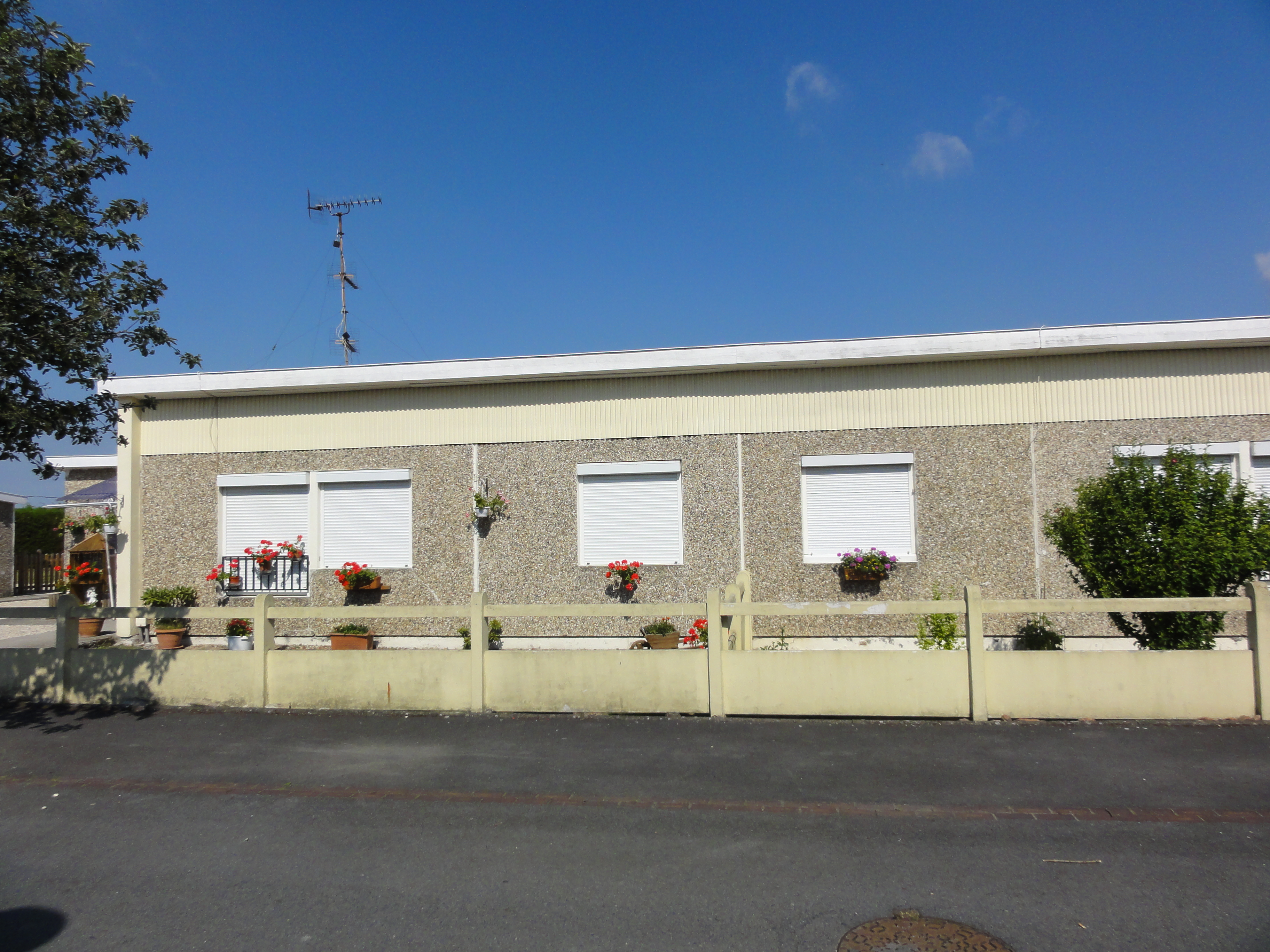
Habitations préfabriquées.
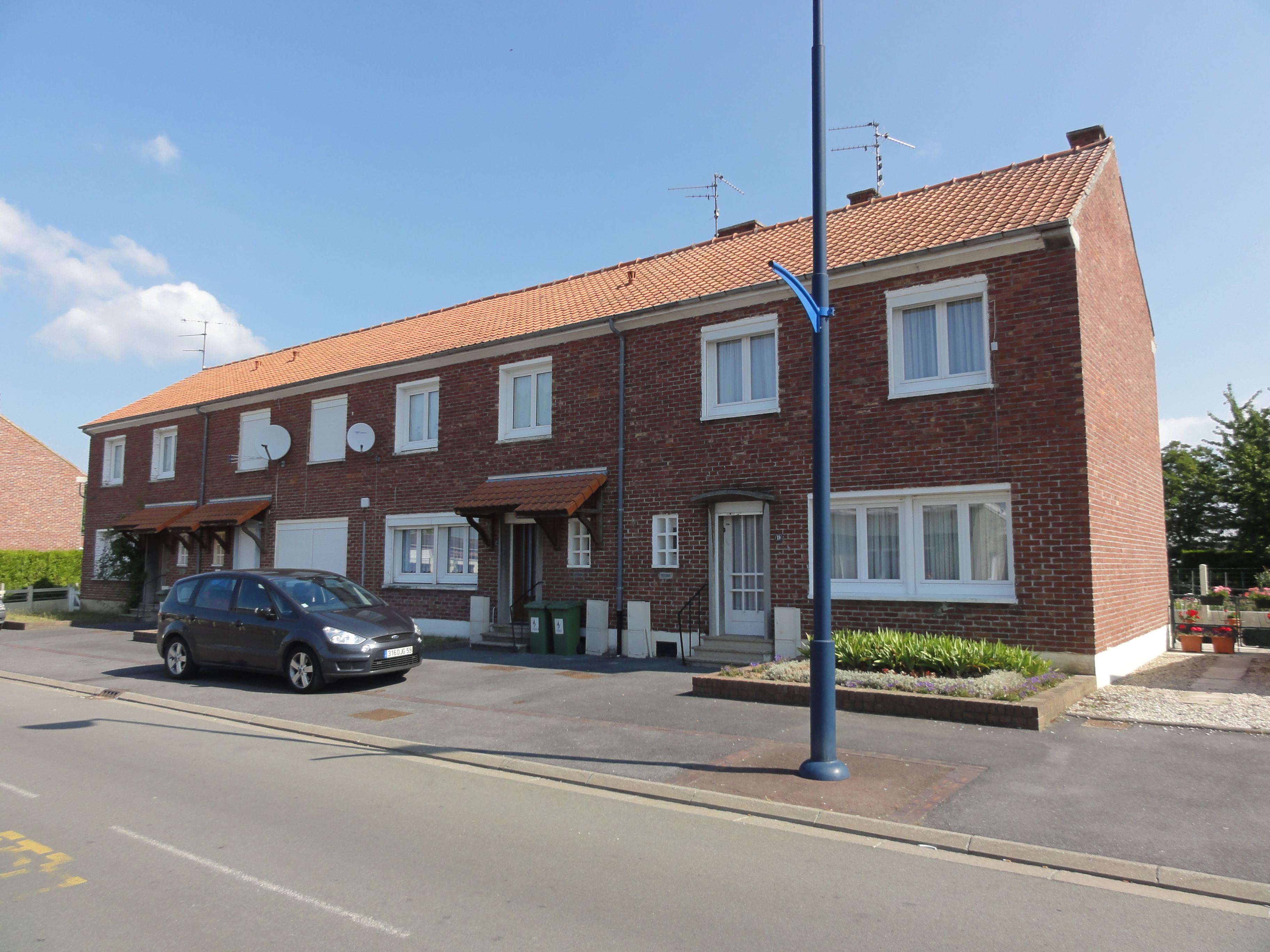
Habitations groupées par quatre.
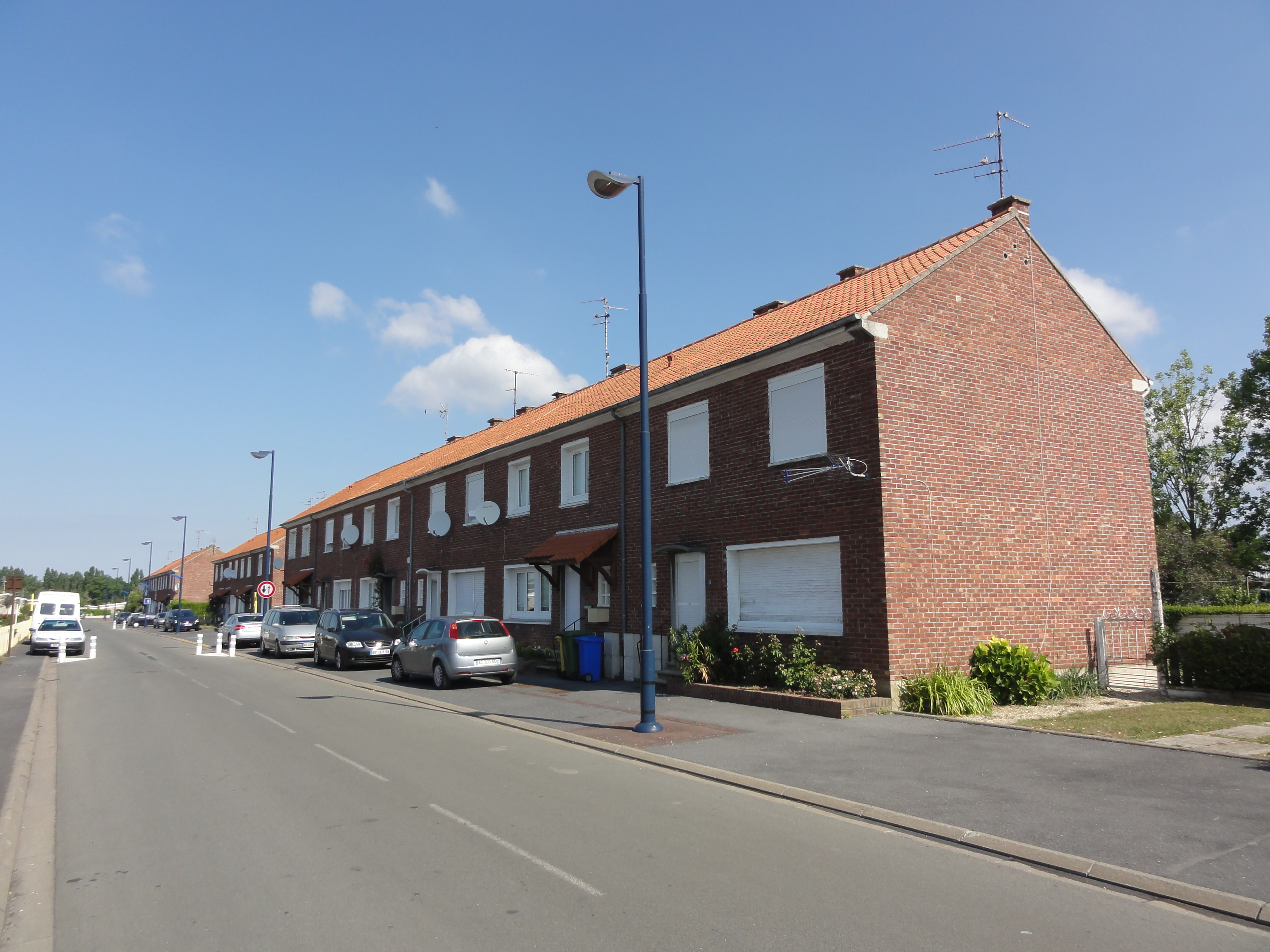
Habitations groupées par quatre.
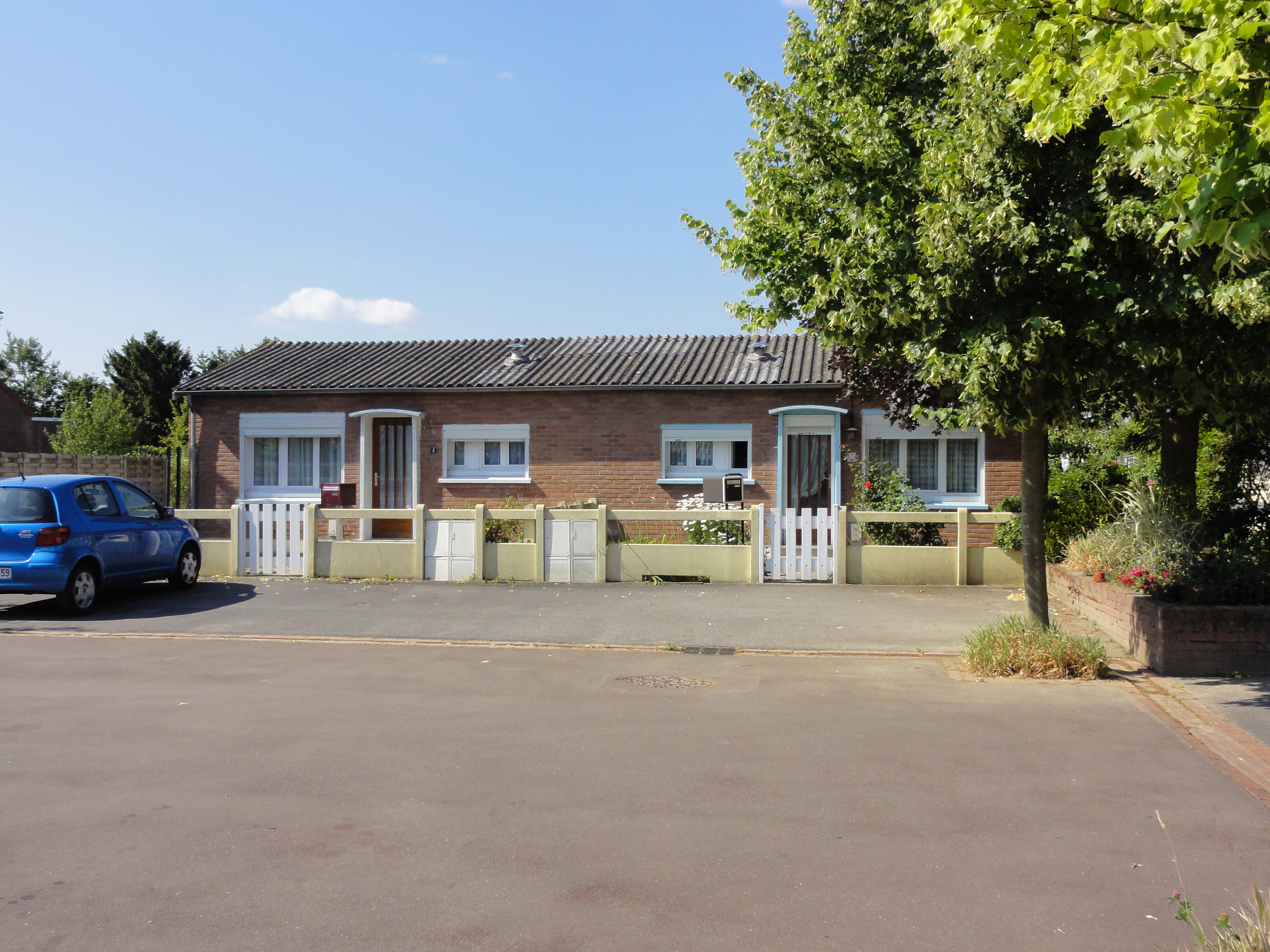
Habitations groupées par deux, avec toiture en Eternit.
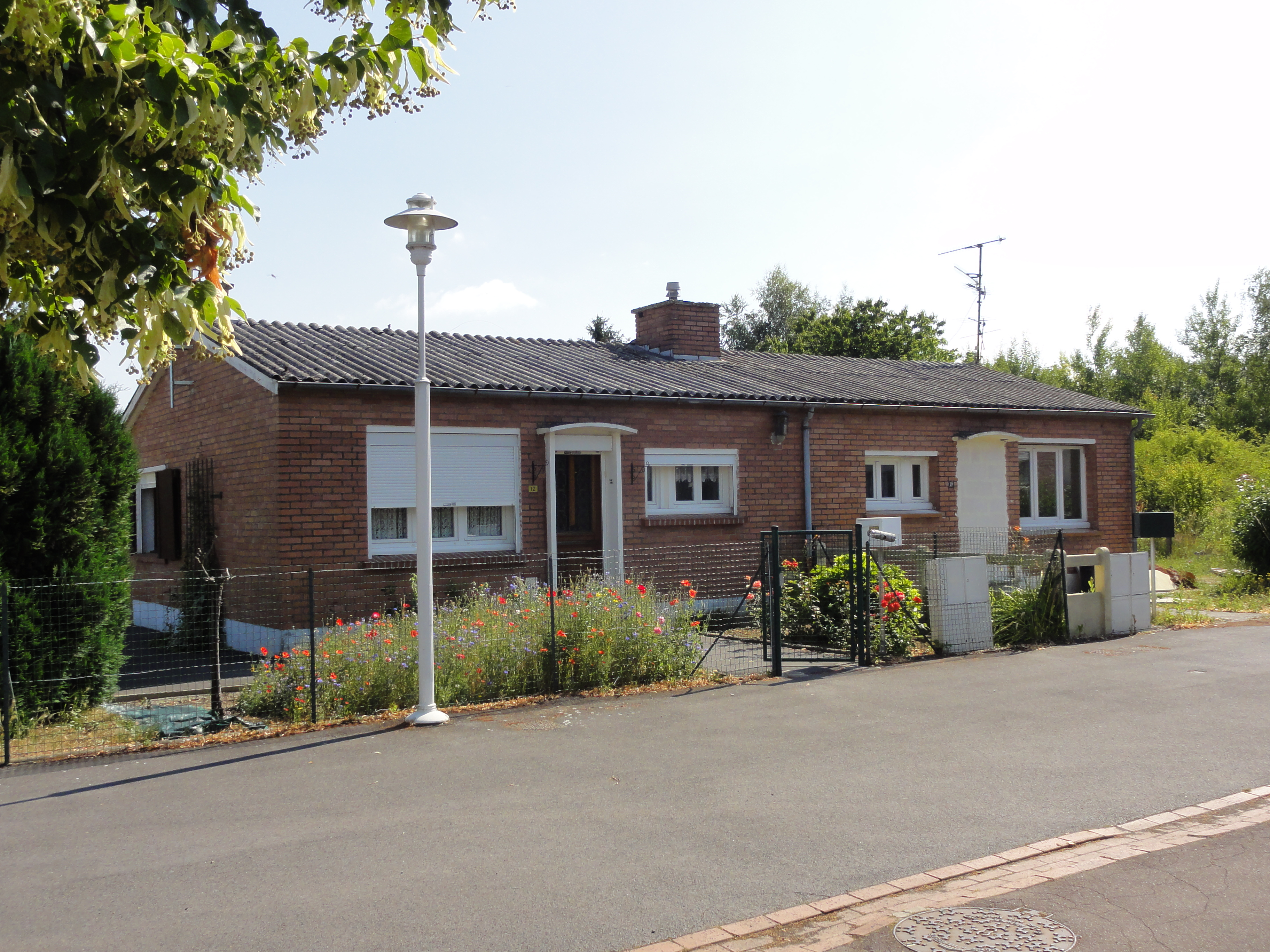
Habitations groupées par deux.